# Hendricks County
Hendricks County ist ein County im Bundesstaat Indiana der Vereinigten Staaten. Der Verwaltungssitz (County Seat) ist Danville.

## Geographie
Das County liegt etwas westlich des geographischen Zentrums von Indiana und westlich von Indianapolis; es hat eine Fläche von 1059 Quadratkilometern, wovon ein Quadratkilometer Wasserfläche ist. Es grenzt im Uhrzeigersinn an folgende Countys: Boone County, Marion County (mit Indianapolis), Morgan County, Putnam County und Montgomery County.

## Geschichte
Hendricks County wurde am 20. Dezember 1823 aus Teilen des Putnam County und freiem Territorium gebildet. Benannt wurde es nach William Hendricks einem US-amerikanischen Politiker und Gouverneur von Indiana.
20 Bauwerke und Stätten des Countys sind im National Register of Historic Places eingetragen (Stand 2. September 2017).

## Demografische Daten
Nach der Volkszählung im Jahr 2000 lebten im Hendricks County 104.093 Menschen in 37.275 Haushalten und 29.074 Familien. Die Bevölkerungsdichte betrug 98 Einwohner pro Quadratkilometer. Ethnisch betrachtet setzte sich die Bevölkerung zusammen aus 96,71 Prozent Weißen, 1,12 Prozent Afroamerikanern, 0,25 Prozent amerikanischen Ureinwohnern, 0,66 Prozent Asiaten, 0,03 Prozent Bewohnern aus dem pazifischen Inselraum und 0,36 Prozent aus anderen ethnischen Gruppen; 0,87 Prozent stammten von zwei oder mehr Ethnien ab. 1,12 Prozent der Bevölkerung waren spanischer oder lateinamerikanischer Abstammung.
Von den 37.275 Haushalten hatten 39,6 Prozent Kinder unter 18 Jahre, die mit ihnen im Haushalt lebten. 67,1 Prozent waren verheiratete, zusammenlebende Paare, 7,7 Prozent waren allein erziehende Mütter und 22,0 Prozent waren keine Familien. 18,3 Prozent waren Singlehaushalte und in 6,6 Prozent lebten Menschen mit 65 Jahren oder darüber. Die Durchschnittshaushaltsgröße betrug 2,71 und die durchschnittliche Familiengröße lag bei 3,08 Personen.

Alterspyramide des Hendricks Countys (Stand: 2000)

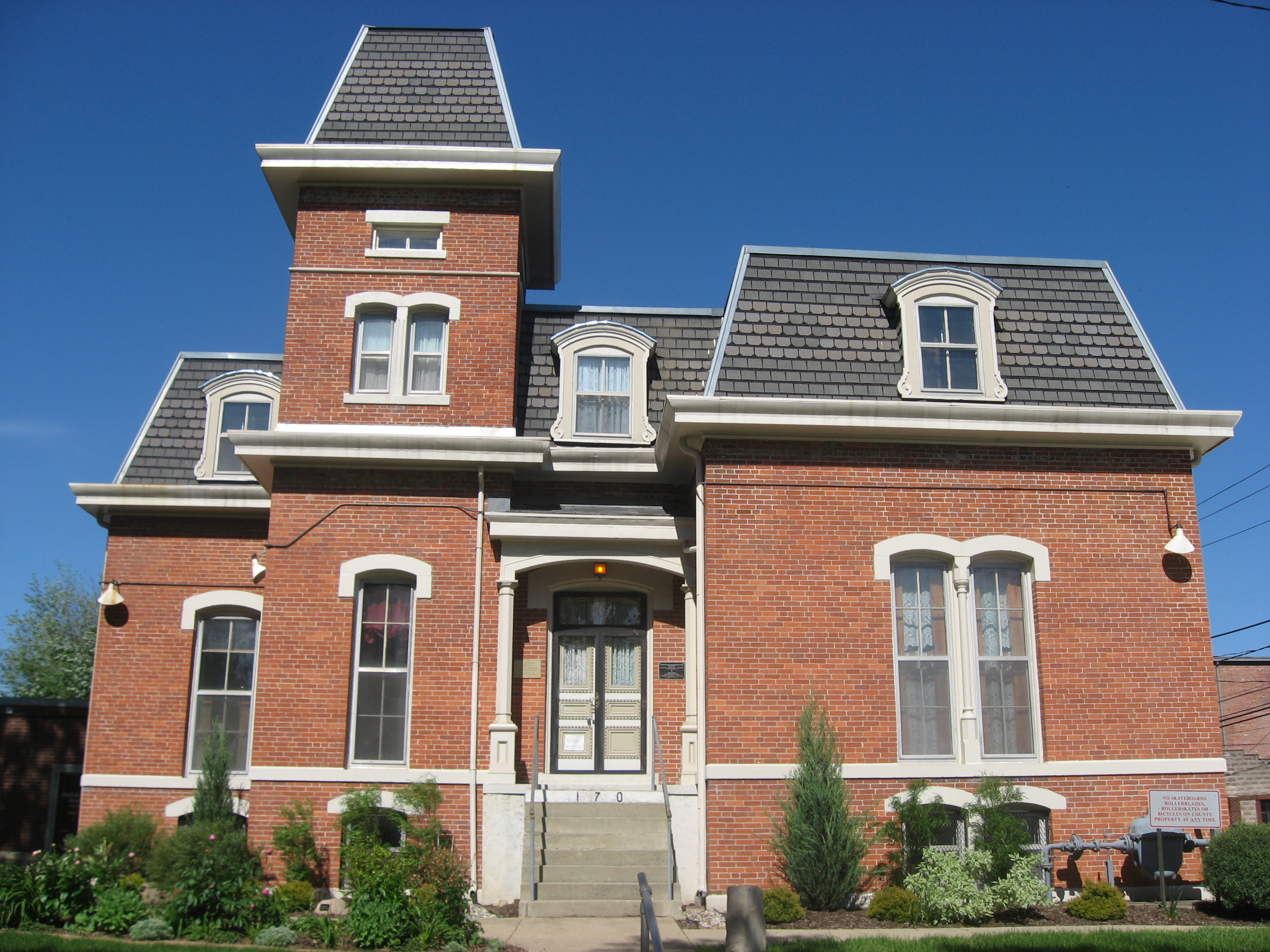
Ehemaliges Bezirksgefängnis, gelistet im NRHP

28,0 Prozent der Bevölkerung waren unter 18 Jahre alt, 7,0 Prozent zwischen 18 und 24, 32,3 Prozent zwischen 25 und 44 Jahre. 22,9 Prozent zwischen 45 und 64 und 9,7 Prozent waren 65 Jahre alt oder älter. Das Durchschnittsalter betrug 36 Jahre. Auf 100 weibliche Personen kamen 100,6 männliche Personen. Auf 100 Frauen im Alter von 18 Jahren und darüber kamen 99,4 Männer.
Das jährliche Durchschnittseinkommen eines Haushalts betrug 55.208 USD, das Durchschnittseinkommen der Familien 61.689 USD. Männer hatten ein Durchschnittseinkommen von 43.820 USD, Frauen 29.340 USD. Das Prokopfeinkommen betrug 23.129 USD. 2,8 Prozent der Familien und 3,6 Prozent der Bevölkerung lebten unterhalb der Armutsgrenze.

## Fließgewässer
- Big Walnut Creek
- Mill Creek
- Thompson Creek
- White Lick Creek

## Orte im County
- Amo
- Avon
- Belleville
- Brownsburg
- Cartersburg
- Center Valley
- Clayton
- Clermont Heights
- Coatesville
- Danville
- Friendswood
- Gale
- Hadley
- Hazelwood
- Jamestown
- Joppa
- Lakeside
- Lizton
- Maplewood
- Montclair
- New Winchester
- North Salem
- Northwest Manor
- Pecksburg
- Pittsboro
- Plainfield
- Raintown
- Reno
- Six Points
- Springtown
- Stilesville
- Summit
- Tilden

Townships
- Brown Township
- Center Township
- Clay Township
- Eel River Township
- Franklin Township
- Guilford Township
- Liberty Township
- Lincoln Township
- Marion Township
- Middle Township
- Union Township
- Washington Township